# Hugo Kocher
Hugo Kocher (Pseudonyme: Max Bram, Maria Hörmann, Ursula Kemmler, Heinrich Neckar; * 17. August 1904 in Tübingen; † 3. Oktober 1972 in München) war ein deutscher Schriftsteller und Illustrator.

## Leben
Hugo Kocher absolvierte nach dem Besuch der Oberrealschule in Tübingen Kurse in Malerei und Scherenschnitt an der dortigen Universität. Anschließend unternahm er ausgedehnte Reisen in verschiedene europäische Länder; seinen Lebensunterhalt verdiente er sich u. a. in Norwegen als Hilfskraft in der Fischerei und mit dem Verkauf eigener Gemälde. Kocher vervollständigte seine künstlerische Ausbildung an einer Kunstschule in Düsseldorf sowie in Genf. Anschließend war er als Illustrator tätig.
Nach dem Erfolg seines ersten eigenen Jugendbuches im Jahre 1936 lebte Hugo Kocher als freier Schriftsteller und Maler in München. Kocher nahm ab 1940 als Soldat der Wehrmacht am Zweiten Weltkrieg teil und geriet in britische Kriegsgefangenschaft. Nach seiner Entlassung kehrte er nach München zurück, wo er erneut als Jugendschriftsteller wirkte.
Hugo Kocher war ein erfolgreicher Verfasser zahlreicher Kinder- und Jugendbücher. Der Schwerpunkt seiner Arbeit lag auf erzählenden Tierbüchern, bei denen er auf seine Erfahrungen aus vielen Reisen zurückgriff. Daneben schrieb er aber auch Abenteuerbücher mit exotischen Schauplätzen sowie – teilweise unter Pseudonym – Mädchenbücher.
Hugo Kocher war mit Hedwig Erb (1906–1988) verheiratet, die ebenfalls Jugendbuchautorin war.

## Werke
- Namuk der Fremde, Stuttgart 1936
- Die Mammutjäger, Paderborn 1937
- Trari-Trara, der Märchenzirkus, der ist da!, Düsseldorf 1937
- Hie Bundschuh!, Reutlingen 1938
- Jollbars, Paderborn 1938
- Der König der Berge, Reutlingen 1938
- Die singende Welt, Paderborn 1939
- Am Ende der Welt, Berlin 1940
- Aus dem Märchenlande der Tiere, Paderborn 1940
- In Fels und Geklüft, Paderborn 1940
- Pater Anselms erste Station, Berlin 1940
- Stürme über Ukru, Donauwörth (Bayern) 1940
- Auf der Landstraße, Olten 1941
- Hans vom Bodensee, Stuttgart 1941
- Ernte ohne Saat, München 1947 (zusammen mit Julius Rothmayr)
- Der Gott seiner Väter, Meitingen bei Augsburg 1947
- Unter Indianern, Landsleuten und Brasilianern, Meitingen b. Augsburg 1947
- Zisch, die Ringelnatter, Paderborn [u. a.] 1947
- Almenmärchen, Nürnberg 1948
- Mit Lasso und Büchse, Paderborn 1948
- Neck Wichtelmann und Puck vom Eulenwald, Meitingen bei Augsburg 1948
- Von Schmetterlingen, Käfern und Wichten, Meitingen b. Augsburg 1948
- Der König der Wälder, Paderborn 1949
- Kulis, Schmuggler und Räuber, Donauwörth 1949
- Thor Gray, der Eisbär, München 1949
- Troll auf Wanderfahrt, Nürnberg 1950
- Glitsch Wasserschreck, Stuttgart 1951
- Junger Adler To Minigulai, Münster 1951
- Männer, Renntiere und Wölfe, Freiburg/Schweiz [u. a.] 1951
- Urian und der Bergsepp, St. Ottilien 1951
- Das Dorf der Geheimnisse, St. Ottilien 1952
- Die Drei vom großen See, Stuttgart 1952
- Flucht vor den Urwaldgeistern, St. Ottilien 1952
- Hans und der Lumpenanderl, Würzburg 1952
- Das hohe Ziel, Hiltrup 1952
- Krummzahn und seine Rotte, Paderborn 1952
- Der letzte Steinbock vom Mont Dolent, Einsiedeln [u. a.] 1952
- Merika und der Leopard, München [u. a.] 1952
- Peter auf krummen und graden Wegen, Donauwörth 1952
- Urrua das Krokodil, Paderborn 1952
- Die Abenteuer der Cowboy-Jungen, Würzburg 1953
- Abenteuer im Gran Chaco, Kaldenkirchen 1953
- Buhuo, der fliegende Wolf, Würzburg 1953
- Die Buschgeister von Ambambu, Stuttgart 1953
- Das Haus im Chaco Boreal, Stuttgart 1953
- Im Forsthaus Eichengrund, München [u. a.] 1953
- Im Reiche der Kopfjäger, Nürnberg 1953
- Jörg entdeckt die Berge, Luzern 1953
- Maikäfer, flieg!, Nürnberg 1953
- Mit dem Hundeschlitten unterwegs, Stuttgart 1953
- Simson, Donauwörth 1953
- Zirkus Solti, Kaldenkirchen 1953
- Anderl auf der Flucht, Würzburg 1954
- Im Urwald des Putumayo, Kaldenkirchen 1954
- Mit Albatros ins Abenteuer, Würzburg 1954
- Sein bester Freund Bambino, Stuttgart 1954
- Tasso findet sie doch!, Stuttgart 1954
- Der Wildsee im Eichengrund, München [u. a.] 1954
- Alfons setzt sich durch, Kaldenkirchen 1955
- Christa und die Wildschwäne, Stuttgart 1955
- Das Geheimnis im Moor, Würzburg 1955
- Herde im Sumpf, Stuttgart 1955
- Herr der Urwaldberge, Kaldenkirchen 1955
- Jan und die Kampfstiere, Stuttgart 1955
- Die Seeräuber, Würzburg 1955
- Sein eigener Feind, Rottenburg/Neckar 1955
- Sein erster Jaguar, Stuttgart 1955
- Tiere, Jungen, Abenteuer, Würzburg 1955
- Twiga, die Giraffe, Stuttgart 1955
- Vom Eichengrund zur Hochalp, München [u. a.] 1955
- Buntsegel ahoi!, St. Ottilien 1956
- Die Leopardenmenschen von Kahun, Luzern [u. a.] 1956
- Mit Bahadur durch die Wüste, Stuttgart 1956
- Die Schatzsucher vom Eichengrund, München [u. a.] 1956
- Sturmfahrt in der Arktis, Würzburg 1956
- Das war mein Jungbär Brumm, Stuttgart 1956
- Flucht durch den Dschungel, Würzburg 1957
- Die Geier vom Rio Paray, St. Ottilien 1957
- Gomurai, München [u. a.] 1957
- Ivar, der Eismeerjäger, München [u. a.] 1957
- Spuren im Gran Chaco, Würzburg 1957
- Der tötende Blitz, Würzburg 1957
- Urwald-Dämonen, St. Ottilien 1957
- Das Buschgespenst von Ebolva, St. Ottilien 1958
- Flucht aus Sikiang, St. Ottilien 1958
- Flucht vor den Urwaldgeistern, St. Ottilien 1958
- Joko, das Schimpansenkind, Stuttgart 1958
- Mokondori findet das Glück, St. Ottilien 1958
- Carcha, der Todeshai, München [u. a.] 1959
- Galo und der Löwe, Würzburg 1959
- Gehetzt und gejagt, Stuttgart 1959
- In den Pyrenäen verschollen, Würzburg 1959
- Kopfjagd in den Naga-Bergen, Frankfurt 1959 (unter dem Namen Max Bram)
- Das Messer des Dschingis Khan, Würzburg 1959
- Tiere unter sich, München [u. a.] 1959
- Der junge Capitano, Würzburg 1960
- Zwischen Kreuz und Halbmond, Frankfurt 1960 (unter dem Namen Max Bram)
- Chico Rei, der Sklavenkönig, Frankfurt 1961 (unter dem Namen Max Bram)
- Gabys Bergjahr, Stuttgart 1961 (unter dem Namen Maria Hörmann)
- Das Geheimnis der Matako-Sümpfe, Würzburg 1961
- Im Schatten des Urwaldes, Limburg 1961
- Jutta auf Umwegen, Luzern [u. a.] 1961 (unter dem Namen Ursula Kemmler)
- Pfad der Gefahr, Würzburg 1961
- Die Schlangenschlucht, Paderborn 1961
- Sher Sing, der Taucher, Luzern [u. a.] 1961
- Sturmflut, Stuttgart 1961
- Vorstoß zu den großen Seen, Frankfurt/M. 1961 (unter dem Namen Max Bram)
- Der Yakjäger vom Ulugtal, Würzburg 1961
- Anitas Inselsommer, Stuttgart 1962 (unter dem Namen Maria Hörmann)
- Aufgepaßt Gaby!, Stuttgart 1962 (unter dem Namen Maria Hörmann)
- Falea und der Tigerhai, Stuttgart 1962
- Mokondori findet das Glück, St. Ottilien 1962
- Wale, Wölfe, Wanderfalken, Würzburg 1962
- Dorle und der Schiffer, Luzern [u. a.] 1963 (unter dem Namen Ursula Kemmler)
- Gut Freund mit Gitta, Stuttgart 1963 (unter dem Namen Maria Hörmann)
- Der Himmel brennt, Stuttgart 1963
- Ein Jahr geht schnell vorbei, Stuttgart 1963 (unter dem Namen Maria Hörmann)
- Der Kampf um den Mond, Wien-Mödling 1963
- Der Sohn des Tamarure, Würzburg 1963
- Der Dschungel ruft, Stuttgart 1964
- Die Elefantenwilderer, Würzburg 1964
- Gaby auf der Fohlenweide, Stuttgart 1964 (unter dem Namen Maria Hörmann)
- Hinter allem steckt Gaby, Stuttgart 1964 (unter dem Namen Maria Hörmann)
- Korró, Donauwörth 1964
- Der silberne Räuber, Würzburg 1964
- Mit Gitta im Forsthaus, Stuttgart 1965
- Mokjo, der kühne Waldzwerg, Luzern [u. a.] 1965
- Schnell wie der Wind, Stuttgart 1965
- Was keiner zuvor wagte, Würzburg 1965
- Anok und der Seeadler, Würzburg 1966
- Es spukt im Hölltobel, Stuttgart 1966 (unter dem Namen Maria Hörmann)
- Der Königstiger vom Sarjutal, Würzburg 1966
- Ruth und das Islandpony, Luzern [u. a.] 1966 (unter dem Namen Ursula Kemmler)
- Auf der Ziegelwiese tut sich was, Stuttgart 1967 (unter dem Namen Maria Hörmann)
- Der Geisterlöwe vom Tsavofluß, Bayreuth 1967
- Miguel und die Anakonda, Würzburg 1967
- Das Nest am Jochenstein, Stuttgart 1967
- Petras Bergferien, Stuttgart 1967 (unter dem Namen Maria Hörmann)
- Die Sklavenjäger von Njanya, Wuppertal 1967
- Der Kriegsruf der Campa, Würzburg 1968
- Sturmfahrt zur Dracheninsel, Bayreuth 1968
- Drachen hatten nichts zu lachen, Düsseldorf 1969
- Der Gespensterhund, Stuttgart 1969
- Der Herr der Tiger, Wuppertal 1969
- Die Hunde von St. Bernhard und andere Tiergeschichten, Stuttgart 1969
- Sawari, der Schlangenfänger, Wien 1969
- Temudschin, Bayreuth 1969
- Der Teufelswal, Hannover 1969
- Die unheimliche Fracht, Bayreuth 1970
- Vier Hufe und ein Mädchenherz, Stuttgart 1970 (unter dem Namen Maria Hörmann)
- Bergsommer mit Doris, Stuttgart 1971 (unter dem Namen Maria Hörmann)
- Gitta und Struppi auf Schatzsuche, Stuttgart 1971 (unter dem Namen Maria Hörmann)
- Der letzte Dollar für ein Pferd, Stuttgart 1971
- Kater Pit, der Draufgänger, Göttingen 1972
- Die Räuberburg im Schlehbusch, Stuttgart 1972
- Das Gespensterschiff, Göttingen 1973
- Die Maschine kam nicht an, Stuttgart 1973
- Der Schatz auf der Kokosinsel, Würzburg 1974
- Der Weg über Sacramento, Balve (Sauerland) 1975
- Mukuma, der Geisterlöwe, Menden/Sauerland 1977
- Die spannendsten Abenteuer, Menden 1977
- Zwei Freunde halten zusammen, Menden/Sauerland 1981
- Marions Herz gehört ihrem Pony, Menden/Sauerland 1982
- Spannende Abenteuergeschichten, Menden/Sauerland 1984

## Herausgeberschaft
- Bernhard Matuschka: Der Ruf der Wildnis, Stuttgart 1957

## Illustrierte Werke
- Hedwig Erb: Edith, Donauwörth 1963
- Hedwig Erb: Die Heldin von der Smoky-Farm, Würzburg 1954
- Alfred Flückinger: Schneevolk, Zürich [u. a.] 1934
- Georg Grentz: Mehr Freude am Aquarium, Heidelberg 1967
- Anton Kaltenbach: Ziko fliegt nach Afrika, Brixlegg 1937
- Andreas Kraus: Der Häuptling der Wamatengo, St. Ottilien 1952.
- Johanna Maria Lämmle: Kinder, kommt mit Kasperle Sonnenschein ins Zauberland, Meitingen bei Augsburg 1949
- Karl Laufer: Lachende Südsee, Hiltrup, Kr. Münster i. Westf. 1950
- Karl Laufer: Von Streichen, Zaubereien und Teufelsaustreibungen, Hiltrup, Kr. Münster i. Westf. 1950
- Willibrord Menke: Das Brunnenmännlein, Zürich 1938
- Willibrord Menke: In der Berghöhle des Wilderers, Berlin 1952
- Josefine Stegbauer: Märchenland, Kaldenkirchen 1961
- Herbert Wendt: Meister Adebar, Berlin [u. a.] 1942